# Thomas Otway
Thomas Otway ( Trotton, condado de Sussex el 3 de marzo de 1652 -  Londeres, 3 de abril de 1685) fue un dramaturgo inglés de la época de la restauración, durante el reinado de Carlos II.
En 1675, Thomas Betterton aceptó producirle su primera obra, Alcibiades, publicada es mismo año. Esta tragedia se salvó de ser un fracaso total gracias a la interpretación de sus actores, en especial la de Elizabeth Barry en el papel de Draxilla. El amante de Barry, John Wilmot, recomendó Otway al duque de York (el futuro rey Jaime II de Inglaterra). Gracias a este apoyo, el autor avanzó en la redacción de su obra Don Carlos, Prince of Spain (1676).
A principios del año 1680, Otway realizó la primera de sus grandes tragedias, The Orphan, or The Unhappy Marriage en la que la Elizabeth Barry triunfó con su papel de «Monimia».
A esta pieza fue seguida en 1682 de la obra Venice Preserv'd. El argumento está basado en la obra Historia de la conjura de los españoles contra Venecia en 1618 del abad de Saint-Real, a la que Otway realizó modificaciones sustanciales. 